# Spartaeus jianfengensis
Spartaeus jianfengensis là một loài nhện trong họ Salticidae.
Loài này thuộc chi Spartaeus. Spartaeus jianfengensis được Da-xiang Song & Jian-yuan Chai miêu tả năm 1991.